# Brodinski
Brodinski (właśc. Louis Rogé, ur. 13 czerwca 1987 w Reims) – francuski DJ.
Debiutował utworem „Bad Runner” w 2006 roku. Działał m.in. z Gucci Vump i Yuksekiem (The Krays).

## Dyskografia
- 2007 – Bad Runner (12")
- 2008 – Bad Runner / Shake A Leg (Jokers Of The Scene Remixes) (12”, Ltd, Ora)
- 2008 – Oblivion EP
- 2009 – Bugged Out! Presents Suck My Deck (CD, Mixed)
- 2009 – Peanuts Club (EP)
- 2010 – Tsugi Sampler 023
- 2010 – Arnold Classics (12")
- 2010 – Peanuts Club (Bok Bok & Greena Remix) / Sha Sti (L-Vis 1990 Remix VIP)

## Niektóre remiksy
- Klaxons – It’s Not Over Yet
- DJ Mehdi –  Pocket Piano
- Tiga – Overtime
- Buraka Som Sistema feat. Deize Tigrona – Aqui Para Voces
- Monomaniax – Sexy Turismo
- Edu K – Flutesnoot
- Bonde do Rolê – Office Boy
- Heartsrevolution – C.Y.O.A
- Sha! Shtil!
- Peaches – Lose You (Brodinski and Yuksek Remix)
- Ebony Bones! – The Muzik (The Krays, Yuksek & Brodinski Remix)
- Tiga – Sunglasses At Night (Yuksek & Brodinski Remix)
- Das Pop – Fool For Love
- The Shoes – America
- Radioclit – Secousse
- Radioclit – Divine Gosa
- Jokers Of The Scene – Acidrod
- Mixhell – Highly Explicit
- The Subs – Papillon
- Alphabeat – 10.000 Nights
- D.I.M. – Is You
- The Teenagers – Homecoming
- Adam Sky – Ape-X
- Klaxons – Atlantis To Interzone (Yuksek & Brodinski Remix)